# Grand Junction (Colorado)
Grand Junction es una ciudad ubicada en el condado de Mesa, del cual es sede, en el estado estadounidense de Colorado. En el Censo de 2020 tenía una población de 65 560 habitantes y una densidad poblacional de 585,91 personas por km². Está situada 398 km al oeste de Denver, la capital del estado. 
La ciudad se encuentra situada a lo largo del río Colorado, en su confluencia con el río Gunnison que se le une por el sur, y cerca del punto medio del Gran Valle, una región muy frutícola.

## Toponimia
El nombre de "Grand" le viene porque antiguamente al curso alto del río Colorado se le llamaba Grand River y "Junction" ("unión" en inglés) por su confluencia con el río Gunnison.

## Geografía
Grand Junction se encuentra ubicada en las coordenadas 39°5′11″N 108°34′8″O / 39.08639, -108.56889. Según la Oficina del Censo de los Estados Unidos, Grand Junction tiene una superficie total de 99.96 km², de la cual 98.98 km² corresponden a tierra firme y (0.97%) 0.97 km² es agua.

## Clima
De acuerdo a las condiciones del criterio de Köppen modificado, Grand Junction tiene un clima semiárido de tipo BSk (estepa fría).
| Parámetros climáticos promedio de Grand Junction, Colorado (Grand Junction Regional Airport), normales 1991–2020, extremos 1893–presente | Parámetros climáticos promedio de Grand Junction, Colorado (Grand Junction Regional Airport), normales 1991–2020, extremos 1893–presente | Parámetros climáticos promedio de Grand Junction, Colorado (Grand Junction Regional Airport), normales 1991–2020, extremos 1893–presente | Parámetros climáticos promedio de Grand Junction, Colorado (Grand Junction Regional Airport), normales 1991–2020, extremos 1893–presente | Parámetros climáticos promedio de Grand Junction, Colorado (Grand Junction Regional Airport), normales 1991–2020, extremos 1893–presente | Parámetros climáticos promedio de Grand Junction, Colorado (Grand Junction Regional Airport), normales 1991–2020, extremos 1893–presente | Parámetros climáticos promedio de Grand Junction, Colorado (Grand Junction Regional Airport), normales 1991–2020, extremos 1893–presente | Parámetros climáticos promedio de Grand Junction, Colorado (Grand Junction Regional Airport), normales 1991–2020, extremos 1893–presente | Parámetros climáticos promedio de Grand Junction, Colorado (Grand Junction Regional Airport), normales 1991–2020, extremos 1893–presente | Parámetros climáticos promedio de Grand Junction, Colorado (Grand Junction Regional Airport), normales 1991–2020, extremos 1893–presente | Parámetros climáticos promedio de Grand Junction, Colorado (Grand Junction Regional Airport), normales 1991–2020, extremos 1893–presente | Parámetros climáticos promedio de Grand Junction, Colorado (Grand Junction Regional Airport), normales 1991–2020, extremos 1893–presente | Parámetros climáticos promedio de Grand Junction, Colorado (Grand Junction Regional Airport), normales 1991–2020, extremos 1893–presente | Parámetros climáticos promedio de Grand Junction, Colorado (Grand Junction Regional Airport), normales 1991–2020, extremos 1893–presente |
| Mes | Ene. | Feb. | Mar. | Abr. | May. | Jun. | Jul. | Ago. | Sep. | Oct. | Nov. | Dic. | Anual |
| --- | --- | --- | --- | --- | --- | --- | --- | --- | --- | --- | --- | --- | --- |
| Temp. máx. abs. (°C) | 16.7 | 21.1 | 27.2 | 31.7 | 38.3 | 40.6 | 41.7 | 39.4 | 37.8 | 31.1 | 24.4 | 18.9 | 41.7 |
| Temp. máx. media (°C) | 3.4 | 8 | 14.6 | 18.8 | 24.9 | 31.8 | 34.7 | 32.7 | 27.6 | 19.4 | 11 | 3.8 | 19.2 |
| Temp. media (°C) | -2.4 | 1.8 | 7.2 | 11.1 | 16.7 | 22.8 | 26.2 | 24.6 | 19.5 | 11.8 | 4.2 | -2 | 11.8 |
| Temp. mín. media (°C) | -8.2 | -4.4 | -0.2 | 3.4 | 8.4 | 13.8 | 17.7 | 16.4 | 11.4 | 4.2 | -2.5 | -7.8 | 4.3 |
| Temp. mín. abs. (°C) | -30.6 | -29.4 | -15 | -11.7 | -4.4 | 1.1 | 6.7 | 6.1 | -2.2 | -14.4 | -20 | -29.4 | -30.6 |
| Precipitación total (mm) | 15.5 | 13.5 | 20.3 | 24.9 | 21.1 | 10.4 | 15 | 23.4 | 30.2 | 25.1 | 15.5 | 15.2 | 230.1 |
| Nevadas (cm) | 11.4 | 7.4 | 4.6 | 2.3 | 0.3 | 0 | 0 | 0 | 0 | 1 | 4.8 | 13.2 | 45 |
| Días de precipitaciones (≥ 0.2 mm) | 6.3 | 6.1 | 6.7 | 7.1 | 6.4 | 3.4 | 4.8 | 6.5 | 6.5 | 6.2 | 5.4 | 6.1 | 71.6 |
| Días de nevadas (≥ 0.2 cm) | 4.6 | 3.5 | 1.7 | 0.7 | 0.1 | 0.0 | 0.0 | 0.0 | 0.0 | 0.5 | 2.0 | 5.0 | 18.1 |
| Horas de sol | 192.3 | 204.4 | 240.9 | 278.0 | 328.5 | 359.3 | 356.2 | 329.8 | 292.2 | 255.1 | 186.9 | 180.0 | 3203.6 |
| Humedad relativa (%) | 69.7 | 60.4 | 50.1 | 40.3 | 36.3 | 29.4 | 33.5 | 36.6 | 38.8 | 45.6 | 58.5 | 68.0 | 47.3 |
| Fuente: NOAA (horas de sol 1961–1990) | | | | | | | | | | | | | |

## Demografía
Según el censo de 2010, había 58 566 personas residiendo en Grand Junction. La densidad de población era de 585,91 hab./km². De los 58 566 habitantes, Grand Junction estaba compuesto por el 88.68% blancos, el 0.79% eran afroamericanos, el 1.02% eran amerindios, el 1.1% eran asiáticos, el 0.12% eran isleños del Pacífico, el 5.57% eran de otras razas y el 2.73% pertenecían a dos o más razas. Del total de la población el 13.89% eran hispanos o latinos de cualquier raza.